# モノボケ
モノボケとは、芸のひとつ。小道具を使い、モノマネのように即興で例えて見る者の笑いを誘うものである。

## 概要
主にお笑い芸人が演じるもので、小道具を何かに見立てたり、小道具に関したダジャレを発したりして、短時間で見る者を笑わせるネタである。例えば、調理器具のお玉杓子を目に当て、「視力検査」（お玉杓子を遮眼子に見立てている）とボケるものである。短時間で笑いをとることから一発ギャグの一種とも言える。
小道具を使った笑いは、古くから落語家が扇子や手拭いを箸や手紙などに見立てて演じていた。テレビのバラエティ番組においては、田代まさしが小道具を使ったギャグを得意としていたり、『内村プロデュース』（テレビ朝日）にて小道具ギャグを競う企画が放送されていたりした。この時点では小道具ギャグは「モノボケ」とは呼ばれておらず、『内村プロデュース』では小道具ギャグの対決企画を「ダジャレ&一発芸バトル」と称したり、内村光良（ウッチャンナンチャン）が出演者に「（小道具を）選んで!それに絡めて答えて!」などと声をかけたりしていた。
2005年から放送された『ウンナン極限ネタバトル! ザ・イロモネア 笑わせたら100万円』（TBSテレビ）にて、出演芸人が挑戦するネタのジャンルのひとつとして「モノボケ」があり、これ以降のバラエティ番組で小道具を使ったギャグに対し「モノボケ」という名称が使われるようになった。

## 関連番組
- 爆笑レッドシアター（フジテレビ） - 出演芸人がモノボケを競う「杉下ウッ京の事件簿」のコーナーがあった。
- 有吉の壁（日本テレビ） - 『内村プロデュース』と同じく、モノボケで笑わせる企画が放送されている。
- 千原ジュニアの座王（関西テレビ） - 出演芸人が対決するお題のひとつに「モノボケ」がある。